# Georg Dionysius Ehret
Georg Dionysius Ehret (30 de enero de 1708–9 de septiembre de 1770) fue un botánico y entomólogo alemán, bien conocido por sus ilustraciones botánicas.
Ehret había nacido en Alemania de Ferdinand Christian Ehret, un jardinero y competente dibujante, y de Anna Maria Ehret. Comenzó su vida laboral como aprendiz de jardinero, cerca de Heidelberg, se convirtió en uno de los más influyentes artistas europeos botánicos de todos los tiempos. Sus primeras ilustraciones fueron en colaboración con el genial Carlos Linneo y con George Clifford entre 1735 a 1736. Clifford, un rico banquero neerlandés y gobernador de la Compañía Holandesa de las Indias Orientales fue un entusiasta botánico con un enorme herbario. Tenía el mecenazgo para atraer a talentos de botánicos como Linneo y artistas como Ehret. Juntos en la finca de Clifford, en Hartecamp, localizada al sur de Haarlem en Heemstede, cerca de Bennebroek, produjeron Hortus Cliffortianus en 1738, una obra maestra de la temprana literatura botánica.
Como resultado de la explotación por parte de Johann W. Weinmann, Ehret finiquitó solo 500 planchas de un encargo de mil planchas, y se traslada a Inglaterra, donde ilustró muchas de las plantas más espectaculares que se encontraban en cultivo. Su original obra artística puede gozarse en el Museo de Historia Natural de Londres, el Real Jardín Botánico de Kew, la Royal Society de Londres, la Biblioteca Lindley en la Real Sociedad de Horticultura, el Victoria and Albert Museum, y la Biblioteca de la Universidad de Erlangen.

## Honores

### Epónimos
El género Ehretia P.Browne -- Civ. Nat. Hist. Jamaica 168. 1756 fue nombrada en su honor.

## Obra
- Methodus plantarum sexualis. 1736

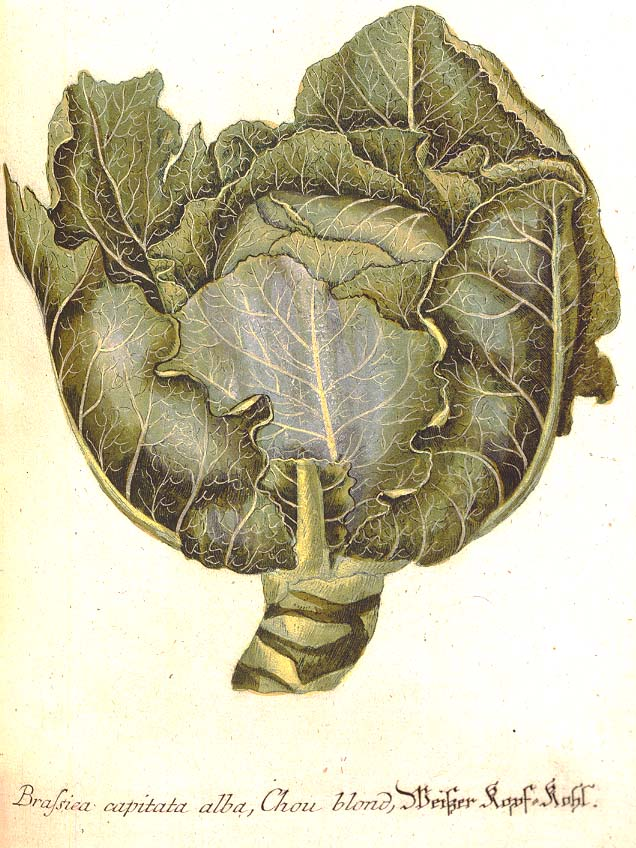
Brassica capitata
por Georg Dionysius Ehret

- Hortus nitidissimis. 3 vols. 1750-1786
- Plantae et papiliones rariores. Fue publicado en partes desde 1748 a1759 en folios. Las dieciocho planchas las grabó y coloreó a mano el mismo Ehret. La mayoría muestra una combinación de una o más especies de plantas y mariposas.
- Ilustraciones para Plantae selectae de Christoph Jakob Trew. Otra copia de Plantae selectae en Missouri Botanical Gardens.
- Ilustraciones para Hortus Kewensis por William Aiton, en 3 vols. 1789
- Ilustraciones para la espectacular obra de Patrick Browne The Civil and Natural History of Jamaica en tres partes, publicada en 1756

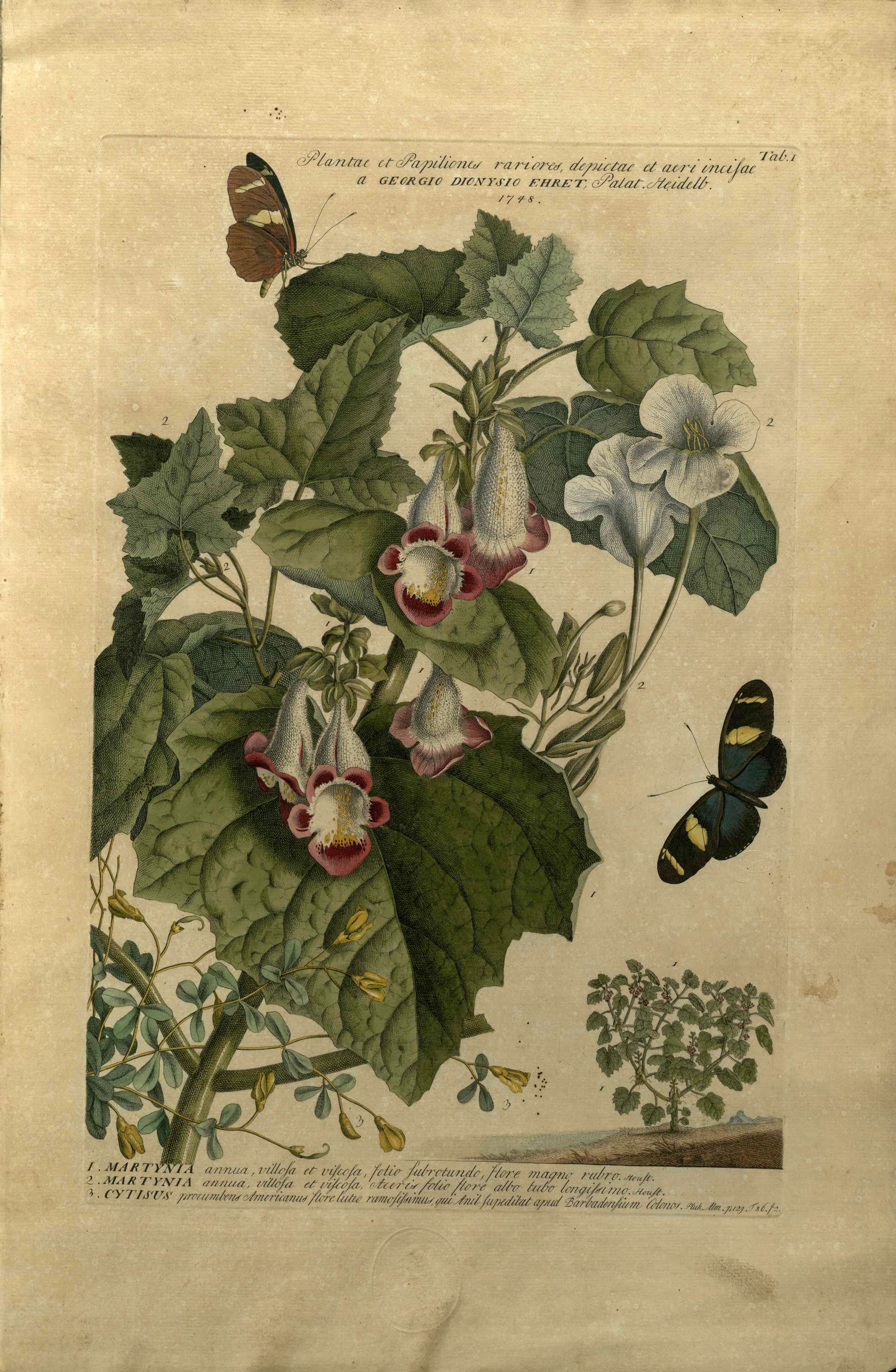
Plantae et papiliones rariores, depictae et aeri incisae, 1748-1759

- La abreviatura «Ehret» se emplea para indicar a Georg Dionysius Ehret como autoridad en la descripción y clasificación científica de los vegetales.[3]